# Alejandro Dilenque
Alejandro Franco Dilenque (Nacido el19 de julio de1960, Paraná, Entre Ríos) es un Pelotari y Basquetbolista Argentino. Profesor de Educación Física, Entrenador de: Basquetbol, Pelota a Mano y Boxeo

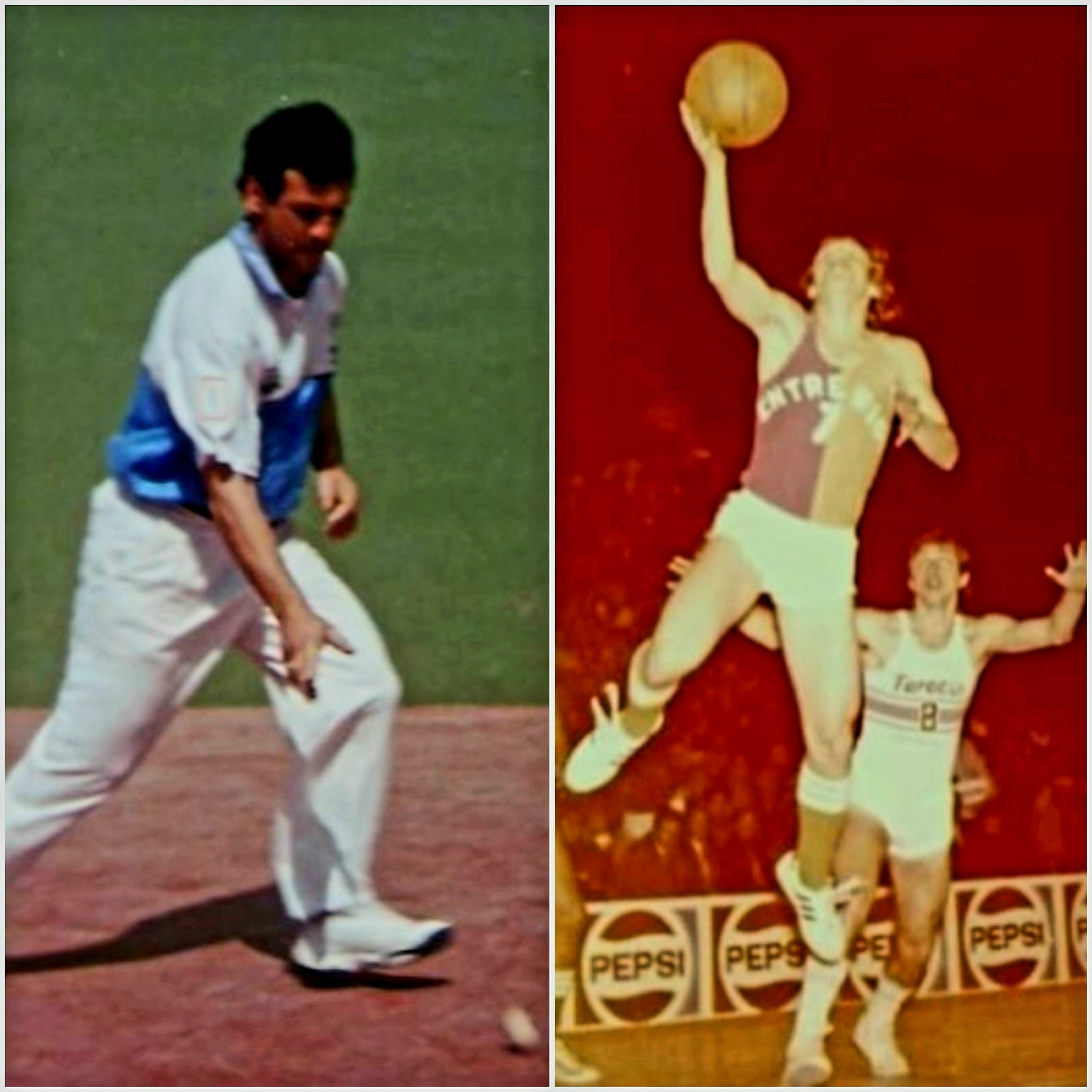

Además de practicar otras disciplinas deportivas, su carrera hizo hincapié en la práctica del Basquetbol y  Pelota a Mano (en sus distintas modalidades), deporte que le abrió puertas para desarrollarse profesionalmente y que actualmente difunde en los ámbitos educativos, dando cátedra de su especialidad, como también emprendiendo torneos. En 1995 dirigió la escuela de pelota a mano en el Rowing Club de Paraná por varios años. 
Integrante y Capitán del equipo Nacional Argentino que se consagró Campeón Mundial en frontón chico en el IV Campeonato del Mundo de Pelota a Mano la ciudad de Paraná y Subcampeón del Mundo en frontón (modalidad Valenciana).
Participó en distintos campeonatos Panamericanos y Mundiales en las diversas especialidades de la pelota a mano existentes en el mundo.
Incorporó la especialidad del Frontball en Argentina en 2011.
También participó como entrenador principal de la Selección Argentina de Pelota a Mano.
Como Basquetbolista integró y se destacó en varios equipos de la provincia de Entre Ríos, también en diversas oportunidades vistio los colores de los Seleccionados Paranaénses y Entrerrianos, como así también participó en una gira por los Estados Unidos en 1978 con la Selección Argentina, recorriendo distintas Universidades de ese País.
Participó como entrenador de diferentes equipos de basquetbol de Entre Ríos.

## Principales actividades en Basquetbol
| 2023      | Integrante de la Selección Argentina A en el Campeonato Mundial de Maxibasquet. Categoría +60. Cuarto puesto. Agosto/septiembre |
| 2018/2023 | Integrante del Equipo de Maxi Basquetbol de Mar del Plata en el Torneo León Najnudel. Mar del Plata |
| 2022      | Integrante del equipo Paranaense campeón en Torneo Internacional Zuricatas en categoría +60. Parana, noviembre Integrante del Equipo Argentina B +60 en el Campeonato Panamericano de Maxibasquetbol (finalista). Paraná. Entre Ríos. Marzo                                                                                         |
| 2015/2022 | Integrante del Equipo de Maxi Basquetbol del Paraná Rowing Club. +45 |
| 1999/2014 | Integrante del Equipo de Maxi Basquetbol del Atlético Echagüe Club |
| 2011      | Integrante del equipo de Central Entrerriano de Gualeguaychú en el Torneo Internacional de Maxi básquet disputado en Montevideo, Uruguay. |
| 2007      | Integrante del equipo representante de Entre Ríos en el Campeonato Argentino de clubes, Maxibasquetbol. Segundo puesto en categoría más 35 y Primer puesto en Categoría más 45. Mar del Plata Participación en campeonato de Maxibasquet, organizado por la Asociación Paranaense, en categoría más 35 y más 45. Paraná. Entre Ríos |
| 2006      | Ø Integrante del Seleccionado Argentino de Maxibasquet, categoría, mayores de 45 años, en el IV Campeonato Panamericano de Maxibasquetbol, realizado en Guaruja, Brasil. |
| 1999      | Integrante del Seleccionado Argentino de MaxiBasquet, categoría, mayores de 35 años en el Campeonato Mundial de Maxibasquet en Montevideo (R. O. Uruguay). |
| 1986/1992 | Integrante de equipos que compitieron en liga Nacional “C”, Peñarol de Rosario del Tala. Paraná Rowing Club. Club Olimpia de Paraná. Hindú Club de Paraná. |
| 1982/1988 | Integrante de la Selección Mayor Paranaénse de Basquetbol. |
| 1977/1983 | Integrante del Seleccionado de la Provincia de Entre Ríos en los Campeonatos Argentinos Categoría Mayores en: Córdoba. Tucumán. Bahía Blanca. Rosario. La Pampa. Neuquén. Formosa. |
| 1976/1978 | Integrante del Seleccionado de la Provincia de Entre Ríos en los Campeonatos Argentinos Categoría Juveniles en: Chaco. La Pampa. Chaco – Corrientes. |
| 1978      | Integrante de la Selección juvenil Paranaénse de Basquetbol. |
| 1978      | Integrante del equipo campeón juvenil de la Asociación Paranaénse de Basquetbol. |
| 1978      | Integrante de la Selección Argentina de Basquetbol en gira por USA. |
| 1978      | Integrante de la Preselección Argentina juvenil de Basquetbol. |
| 1978      | Integrante de la Selección Paranaénse categoría mayores de Basquetbol. |
| 1976      | Integrante del Seleccionado juvenil Paranaénse de Basquetbol. |
| 1974      | Integrante del equipo Campeón del Torneo Oficial de Infantil Mayor de Basquetbol. |
| 1973      | Integrante del Seleccionado Paranaénse de Basquetbol, categoría Infantiles. |
| 1973      | Jugador participante de las Competencias Nacionales Evita. |

## Principales actividades en Pelota a Mano
2014               Participación (Segundo puesto +50) en el “3 Wallball world championships”. Las Vegas, USA.
2012               Participación (Octavo puesto +50) en el “World Handball Championships”. Dublín, Irlanda
| 2011      | Campeón del Torneo Individual de pelota a mano organizado por el Paraná Rowing Club (Retiro de la Actividad) |
| 2010      | Campeón del Torneo Interporvincial de pelota a mano organizado por el Club Atlético Estudiantes de Paraná, Entre Ríos, Argentina (Retiro de la Actividad)                                                                                    |
|           | Integrante de la Selección Argentina de Pelota Vasca en la modalidad mano parejas trinquete en el mundial de Pau, Francia. Sexto puesto, (Retiro de la actividad)                                                                            |
|           | Subcampeón del torneo interprovincial de pelota vasca, modalidad parejas en trinquete, organizado por el Club Calamarca de Paraná, Entre Ríos, Argentina.                                                                                    |
|           | Campeón del torneo aniversario organizado por el Paraná Rowing club, Paraná Entre Ríos, Argentina. |
| 2009      | Torneo de la Vendimia, Tercer puesto. Mendoza, Argentina |
| 2007      | II Torneo Internacional de Pelota Vasca, frontón 36 metros. Segundo Puesto. Funes, Rosario. Argentina. |
| 2004      | Integrante y capitán del equipo Nacional Argentino de pelota a mano que se consagró Subcampeón del Mundo en frontón (modalidad One wall) en el V Campeonato del mundo de Pallapugno en la ciudad de Torino, Italia.                          |
| 2002      | Integrante y capitán del equipo Nacional Argentino que se consagró Subcampeón del Mundo en frontón (modalidad Valenciana) y campeón del Mundo en frontón chico en el IV Campeonato del mundo de pelota a mano la ciudad de Paraná. Argentina |
| 2001      | Campeón del Encuentro Internacional de pelota a mano, modalidad Vasca del 1.er. Encuentro Rioplatense en la ciudad de Dolores Rca. Oriental del Uruguay.                                                                                     |
| 2000      | Integrante del Seleccionado Argentino de Pelota a mano, Modalidad Valenciana. Subcampeón del Mundo en frontón en el III campeonato mundial de pelota a mano en Valencia, España.                                                             |
| 1998      | Integrante del Seleccionado Argentino de Pelota Vasca en el XIII Campeonato Mundial de Pelota Vasca en el Distrito Federal de México. |
|           | Integrante de la Selección Argentina de Pelota Vasca en el II Campeonato Panamericano de Pelota Vasca, modalidad Frontón 36 metros. Caracas, Venezuela                                                                                       |
| 1995      | Integrante del Seleccionado Argentino de Pelota Vasca en los XII Juegos Deportivos Panamericanos en Buenos Aires, Argentina. |
| 1994      | Integrante del Seleccionado Argentino de Pelota Vasca en el XII Campeonato Mundial de Pelota Vasca en Saint - Jean de Luz, Francia. |
|           | Participante en los Juegos Entrerrianos de Pelota a mano. |
| 1993/1994 | Campeón Argentino de Pelota Vasca, modalidad mano parejas. Rosario y Paraná respectivamente. |
| 1993      | Integrante del Seleccionado Argentino de Pelota Vasca en el segundo Torneo Internacional de Frontón en México. |
|           | Integrante de la Selección Argentina de Pelota Vasca en el Primer Campeonato Panamericano de Pelota Vasca en Cuba. |
|           | Integrante del equipo de la provincia de Entre Ríos en el III torneo Argentino de Pelota a Mano en Mendoza |